# 立方ヤード
立方ヤード（りっぽうヤード、cubic yard）は、ヤード・ポンド法における体積の単位である。1 立方ヤードは、一辺1 ヤードの立方体の体積と定義される。
1 ヤードは3 フィート、36 インチであることから、1 立方ヤードは27 立方フィート、46656 立方インチとなる。1 ヤードが正確に0.9144 メートルであるので、1 立方ヤードは正確に0.764554857984 立方メートルとなる。
1 立方ヤードは以下に等しい。
- 764554857.984 立方ミリメートル
- 764554.857984 立方センチメートル
- 764.554857984 リットル
- 0.764554857984 立方メートル
- 7.64554857984×10−10 立方キロメートル
- 46656 立方インチ
- (46 656/231) 米液量ガロン = 約 201.974 米液量ガロン
- 27 立方フィート
- (3/4 840) エーカー・フィート = 約 6.198 35 × 10-4 エーカー・フィート
- 1/5 451 776 000 立方マイル = 約 1.834 26 × 10-10 立方マイル